# Хігучі Вакаба
Вакáба Хігýті (яп. 樋口新葉; нар. 2 січня 2001, Токіо, Японія) — японська фігуристка, що виступає в жіночому одиночному катанні. Срібна призерка Олімпійських ігор у командних змаганнях (2022), срібна призерка Чемпіонату світу (2018). Чотириразова віцечемпіонка Японії (2016, 2017, 2020, 2022), бронзова призерка Чемпіонату Японії (2015). Дворазова бронзова призерка юніорських Чемпіонатів світу (2015, 2016). Бронзова призерка Фіналу Гран-прі серед юніорів (2015). Дворазова чемпіонка Першості Японії серед юніорів (2015, 2016). Переможниця Командного Чемпіонату світу (2017).
Хігуті є сімнадцятою жінкою, яка приземлила чистий потрійний аксель на міжнародному рівні, четвертою жінкою, яка приземлила чистий потрійний аксель на Олімпійських іграх, і однією з двох жінок (друга — Мао Асада), які виконали кілька чистих потрійних акселів на одній Олімпіаді.
Станом на 17 квітня 2025 року посідає 26-те місце в рейтингу Міжнародного союзу ковзанярів.

## Біографія
Народилася 2 січня 2001 року в Токіо, Японія. Вона є наймолодшою з трьох дітей в родині — брат Дайсуке та сестра Сакі на п'ять та вісім років старші, відповідно. Навчалася у Школі торгівлі Університету Мейдзі, яку закінчила у 2023 році.

## Спортивна кар'єра

### Початок
Хігуті почала кататися на ковзанах у три роки, а з п'яти років її тренує Кодзі Окадзіма.
Хігуті виступала на міжнародній арені як новачок протягом трьох сезонів, починаючи з сезону 2011/2012. Вона виграла титули новачка на Gardena Spring Trophy, International Challenge Cup та Asian Trophy.
Будучи національною чемпіонкою Японії серед новачків 2013 року, її запросили кататися на гала-шоу на NHK Trophy 2013 та Чемпіонаті світу 2014.

### Серед юніорів

#### Сезон 2014—2015: Бронза Чемпіонату світу серед юніорів
У сезоні 2014/2015 Хігуті отримала право на міжнародні юніорські змагання. Відкривши свій сезон на Asian Trophy, вона дебютувала в юніорському Гран-прі в Остраві, Чехія, здобувши срібло. Вигравши золоту медаль на своєму другому етапі Гран-прі у Дрездені, Німеччина, вона пройшла кваліфікацію до Фіналу Гран-прі.
Вона виграла титул національної чемпіонки Японії серед юніорів у листопаді перед тим, як виступати на Фіналі Гран-прі у Барселоні, Іспанія. Посівши п'яте місце в короткій програмі та третє у довільній, вона фінішувала третьою в загальному заліку, поступившись Євгенії Медведєвій і Серафимі Саханович. Потім вона завоювала бронзову медаль у своєму дебютному виступі на Чемпіонаті Японії. У своїй першій появі на Чемпіонаті світу серед юніорів вона виграла бронзову медаль після третього місця в короткій програмі та другого у довільній. Її також запросили на гала-шоу Командного Чемпіонату світу 2015 року.

#### Сезон 2015—2016: Друга бронза Чемпіонату світу серед юніорів
На початку сезону 2015/2016 Хігуті отримала травму спини. Змагаючись у серії Гран-прі, вона фінішувала п'ятою в Лінці, Австрія, перш ніж виграти срібло, поступившись напарниці по команді Марін Хонда в Загребі, Хорватія.
Після того, як вона знову стала національною чемпіонкою серед юніорів, Хігуті випередила Мао Асаду на 1,6 бала, завоювавши срібну медаль серед старших на Чемпіонаті Японії. У березні вона виступала на Чемпіонаті світу серед юніорів у Дебрецені, Угорщина. Посівши п'яте місце в короткій програмі та друге у довільній, вона здобула другу поспіль бронзову медаль, поступившись Марін Хонді та Марії Сотсковій.

### Серед дорослих

#### Сезон 2016—2017
Дебютувавши у середній міжнародній команді, Хігуті виграла золото на турнірі Lombardia Trophy 2016 у Бергамо, Італія. Вона також брала участь у Відкритому Чемпіонаті Японії 2016 року. Вона посіла п'яте місце в індивідуальному заліку та перше місце як членкиня команди Японії в командному заліку. Першою подією Гран-прі Хігуті став Trophée de France 2016 у Парижі, Франція. Вона посіла п'яте місце в короткій програмі, третє у довільній і третє в загальному заліку. На своїй другій події Гран-прі Хігуті посіла п'яте місце в короткій програмі, четверте у довільній та четверте в загальному заліку.
На Чемпіонаті Японії 2017 Хігуті посіла третє місце в короткій програмі та четверте у довільній, але все одно змогла здобути срібну медаль. Її призначили брати участь у Чемпіонаті чотирьох континентів 2017 року та Чемпіонаті світу 2017 року. На Чемпіонаті чотирьох континентів вона посіла десяте місце в короткій програмі, дев'яте у довільній і дев'яте в загальному заліку. Вона посіла дев'яте місце в короткій програмі, дванадцяте у довільній та одинадцяте в загальному заліку на Чемпіонаті світу. Хігуті завершила свій сезон на Командному чемпіонаті світу 2017 року. Вона заробила три особисті рекорди на цьому змаганні, фінішувавши п'ятою в короткій програмі, третьою у довільній та третьою в загальному заліку. Вона також виграла командний залік із командою Японії.

#### Сезон 2017—2018: Срібло Чемпіонату світу
|                                                             |  |
| Хігуті виступає на Чемпіонаті світу серед юніорів 2018 року |  |

Хігуті брала участь у змаганнях Lombardia Trophy 2017 і встановила нові особисті рекорди в короткій програмі та загальному заліку, щоб виграти срібну медаль. На етапах Гран-прі Хігуті виграла бронзову медаль на Rostelecom Cup 2017 і срібну медаль на Cup of China 2017. Її результати дозволили їй взяти участь у її першому Фіналі Гран-прі для дорослих, де вона посіла шосте місце в загальному заліку.
На Чемпіонаті Японії 2018 Хігуті фінішувала четвертою.
Її не включили до Олімпійської збірної Японії, але на основі її міжнародних результатів протягом сезону вона була включена до команди Чемпіонату світу 2018. Згодом вона виграла золото на Challenge Cup 2018 року наприкінці лютого.
На Чемпіонаті світу 2018 року в Мілані, Італія, Хігуті посіла восьме місце в короткій програмі та набрала 65,89 балів після падіння на своїй комбінації. Довільну програму вона виконала чисто, набравши 145,01 бала і посіла друге місце в цьому сегменті змагань. Вона була єдиною фігуристкою того вечора, яка не отримала жодної негативної оцінки від суддів. Фігуристка здобула срібну медаль у загальному заліку, фінішувавши позаду Кейтлін Осмонд і випередивши свою співвітчизницю Сатоко Міяхару. Її довільна програма, покладена на музику з різних фільмів про Джеймса Бонда та хореографію Ше-Лінн Бурн, була визнана «найкращою жіночою довільною програмою сезону 2017—2018» в опитуванні, організованому порталом Ice Network.

#### Сезон 2018—2019: Боротьба з травмою
Хігуті посіла п'яте місце на своїй першій події сезону, Autumn Classic International 2018. У жовтні японські ЗМІ повідомили, що вона пошкодила стопу правої ноги. На своєму першому етапі Гран-прі цього сезону, Skate Canada International 2018, вона посіла друге місце в короткій програмі, але через кілька помилок вона стала сьомою у довільній програмі та шостою в загальному заліку. Вона відмовилася від участі в Rostelecom Cup 2018.
На Чемпіонаті Японії 2019 року вона посіла четверте місце в короткій програмі, сьоме у довільній та п'яте у загальному заліку. Вона завершила сезон, вигравши бронзу на Challenge Cup 2019 року.

#### Сезон 2019—2020: Повернення

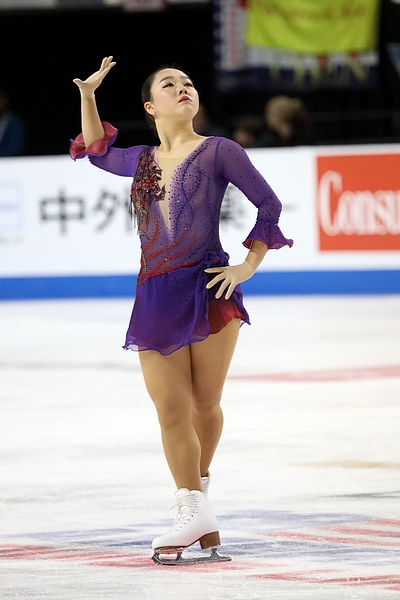
Хігуті виступає на етапі Гран-прі Skate America 2019

Починаючи сезон на Lombardia Trophy 2019, Хігуті фінішувала на восьмому місці після численних помилок. Переходячи до серії Гран-прі, її першим призначенням став етап Skate America 2019. Фігуристка посіла третє місце в короткій програмі, виконавши всі свої стрибки у цьому сегменті, після чого вона сказала: «Я справді щаслива відкатати чисту програму після довгого часу. Мені здається, минуло два роки, відколи я каталася на такому рівні». У загальному заліку вона опустилася на шосте місце. Хігуті також була шостою на етапі Гран-прі у Франції 2019 року.
Напередодні Чемпіонату Японії 2020 року фігуристка відновила тренування потрійного акселя, плануючи спробувати один у довільній програмі. Вона посіла четверте місце в короткій програмі, трохи поступившись Каорі Сакамото, яка посіла третє місце. Після того, як вона не змогла виконати жодного потрійного акселя на тренуванні перед довільною програмою, вона вирішила не виконувати його і посіла друге місце в сегменті після Ріки Кіхіри, здобувши срібну медаль.
Змагаючись на Чемпіонаті чотирьох континентів 2020 року, Хігуті посіла п'яте місце в короткій програмі. У довільній програмі вона вперше спробувала потрійний аксель на змаганнях, вдало повернувши стрибок, але впавши на ньому. Вона посіла п'яте місце у довільній програмі та четверте місце в загальному заліку. Потім їй призначили участь у Чемпіонаті світу в Монреалі, однак захід скасували через пандемію COVID-19.

#### Сезон 2020—2021
Хігуті брала участь у Відкритому Чемпіонаті Японії 2020 року і посіла друге місце після Мако Ямасіти, набравши 123,01 бала.
Вона розпочала міжнародний сезон на NHK Trophy 2020, де виграла срібну медаль, що стала її першою появою на п'єдесталі Гран-прі з сезону 2017—2018. Вона посіла друге місце в короткій програмі після того, як впала під час потрійного акселя. У довільній програмі спортсменка виконала потрійний аксель як свій початковий елемент, хоча й позначений як приземлення на чверті під час обертання, але подвоїла заплановані стрибки потрійного сальхова та потрійного лутца. Вона була четвертою в цьому сегменті змагань, але залишилася на другому місці у загальному заліку після Каорі Сакамото. Це стало першим п'єдесталом, на якому вона стояла на великому міжнародному змаганні після того, як виграла срібло на Чемпіонаті світу 2018 року.
Хігуті виступала на Чемпіонаті Японії 2021 як фаворитка на п'єдестал, але посіла тринадцяте місце в короткій програмі після того, як впала на своєму потрійному акселі та виконала лише подвійний тулуп у другій частині своєї комбінації стрибків. Восьма у довільній програмі, вона піднялася на сьоме місце в загальному заліку

#### Сезон 2021—2022: Олімпійські ігри в Пекіні

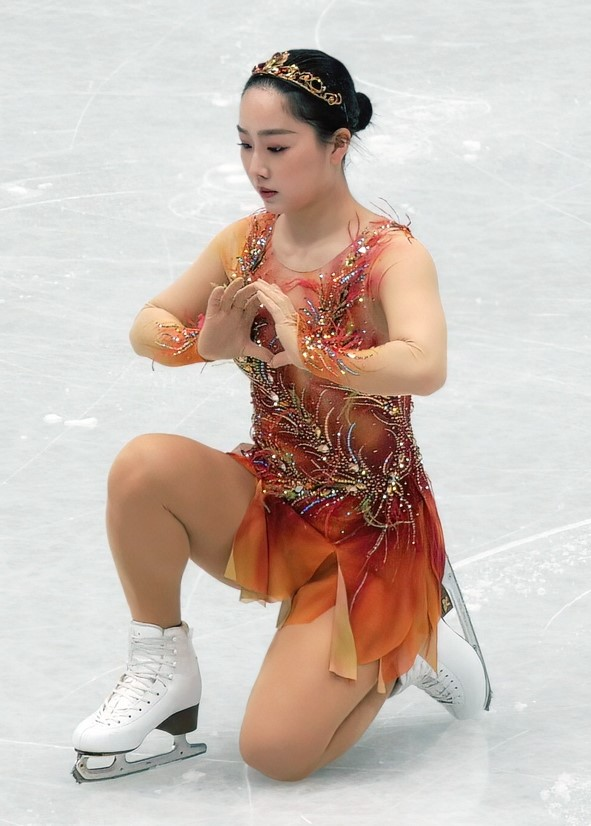
Хігуті виступає на Чемпіонаті світу 2022 року

Хігуті розпочала сезон на етапі Гран-прі Skate Canada International 2021, де вона посіла п'яте місце за коротку і довільну програми, та шосте місце в загальному заліку. У довільній програмі вона вперше на міжнародних змаганнях отримала ратифікований потрійний аксель. На Cup of Austria 2021 вона також чисто виконала потрійний аксель у короткій програмі та встановила новий особистий рекорд після сегменту. У довільній програмі Хігуті фінішувала четвертою, але все ж таки виграла золоту медаль, випередивши срібну призерку Пак Йон Чжон на 5,36 бала. Змагаючись на своєму другому етапі Гран-прі, International de France 2021, Вакаба Хігуті була шостою в короткій програмі та третьою в довільній, піднявшись до бронзової медалі в загальному заліку. Після цього вона сказала, що її наступною метою було «набрати 145 балів та ідеально виступити на Чемпіонаті Японії».
Оскільки Чемпіонат Японії 2022 року став останнім національним відбірковим змаганням до Зимових Олімпійських ігор 2022 року, Хігуті стала друге місце в обох програмах і здобула срібну медаль. Вона не виконувала потрійний аксель у короткій програмі, а виконала його на початку довільної. Хігуті була включена до Олімпійської збірної Японії.
На Олімпійських іграх 2022 року в Пекіні Хігуті виступала в короткій програмі в командних змаганнях. Вона вирішила не виконувати потрійний аксель і відкатала чисту коротку програму, фінішувавши другою в сегменті та забезпечивши Японії дев'ять очок. Вона не каталася у довільній програмі, де виступала чемпіонка Японії Каорі Сакамото. Збірна Японії здобула бронзу, першу олімпійську медаль для Хігуті та перший п'єдестал для країни на цьому змаганні. В особистих змаганнях вона виконала потрійний аксель, але два стрибки були визнані недоротованими, і Хігуті посіла п'яте місце з результатом 73,51 бала. Після цього вона сказала, що «оцінка була не такою високою, як я очікувала, і я вважаю, що це єдине, про що я пошкодувала за цей виступ». Вакаба Хігуті стала п'ятою жінкою, яка виконала потрійний аксель на Олімпійських іграх. Шоста у довільній програмі, вона залишилася п'ятою у загальному заліку. Фігуристка знову успішно виконала потрійний аксель і сказала: «Я перекусила гірку частину Ігор, оскільки не потрапила на подіум, але також і солодку частину цього. Це найкращий крок у моєму спортивному житті на наступні чотири роки». Після анулювання результатів фігуристки Каміли Валієвої, Хігуті піднялася на одне місце в жіночих одиночних змаганнях, і була оголошена четвертою, а не п'ятою жінкою, яка виклала є виконала потрійний аксель на Олімпійських іграх.
У короткій програмі на Чемпіонаті світу 2022 року вона фінішувала сьомою. Дванадцята у довільній програмі, вона фінішувала одинадцятою в загальному заліку.
Наприкінці квітня 2022 року Хігуті отримала стресовий перелом правої гомілки.

#### Сезон 2022—2023: Стресовий перелом
Змагаючись на Lombardia Trophy 2022, Хігуті фінішувала дев'ятою.
Через стресовий перелом вона відмовилася від участі в обох етапах Гран-прі — Skate Canada International та NHK Trophy, і заявила, що пропустить весь сезон. У 2024 році вона детальніше пояснила своє рішення, сказавши: «Я вирішила взяти перерву через травму, і мій психологічний стан був просто нестерпним… Я думала, що просто зникну, а не просто відпочину, тому повернення було несподіванкою навіть для мене самої».
У травні 2023 року Хігуті оголосила, що має намір повернутися до змагань наступного сезону.

#### Сезон 2023—2024: Повернення після травми та отримання Олімпійської командної медалі

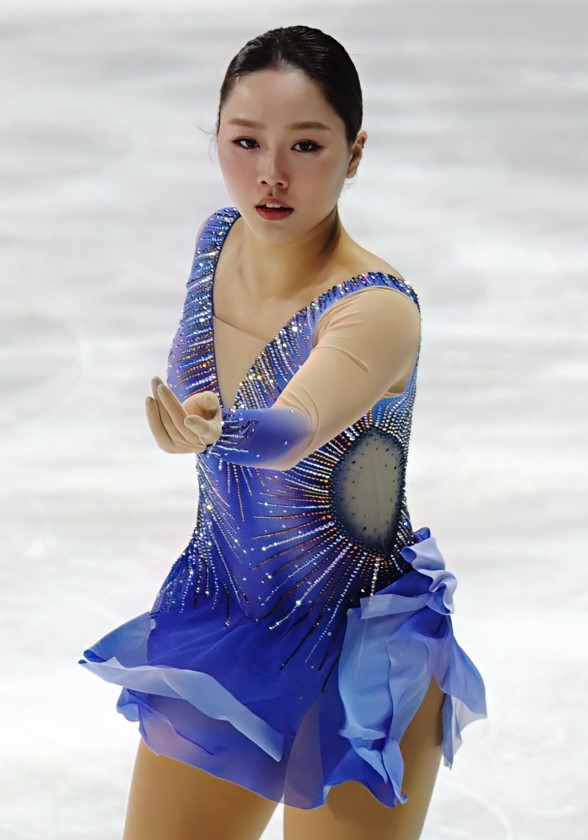
Хігуті виступає на етапі Гран-прі у Франції 2023 року

Повертаючись до міжнародних змагань, Хігуті стала п'ятою на етапі Гран-прі у Франції. Одинадцята в короткій програмі на NHK Trophy 2023, вона спробувала виконати потрійний аксель у довільній програмі, але впала. Спортсменка фінішувала дев'ятою в загальному заліку та сказала, що відчуває, що це був «гарний виступ».
Вона фінішувала дванадцятою на Чемпіонаті Японії 2023 року.
Під час Літніх Олімпійських ігор у Парижі 2024 року відбувся перерозподіл медалей Зимових Олімпійських ігор 2022 року в командних змаганнях з фігурного катання через допінговий скандал з фігуристкою Камілою Валієвою, внаслідок чого Хігуті та інші члени команди Японії були нагороджені срібними медалями.

#### Сезон 2024—2025: Золото етапу Гран-прі

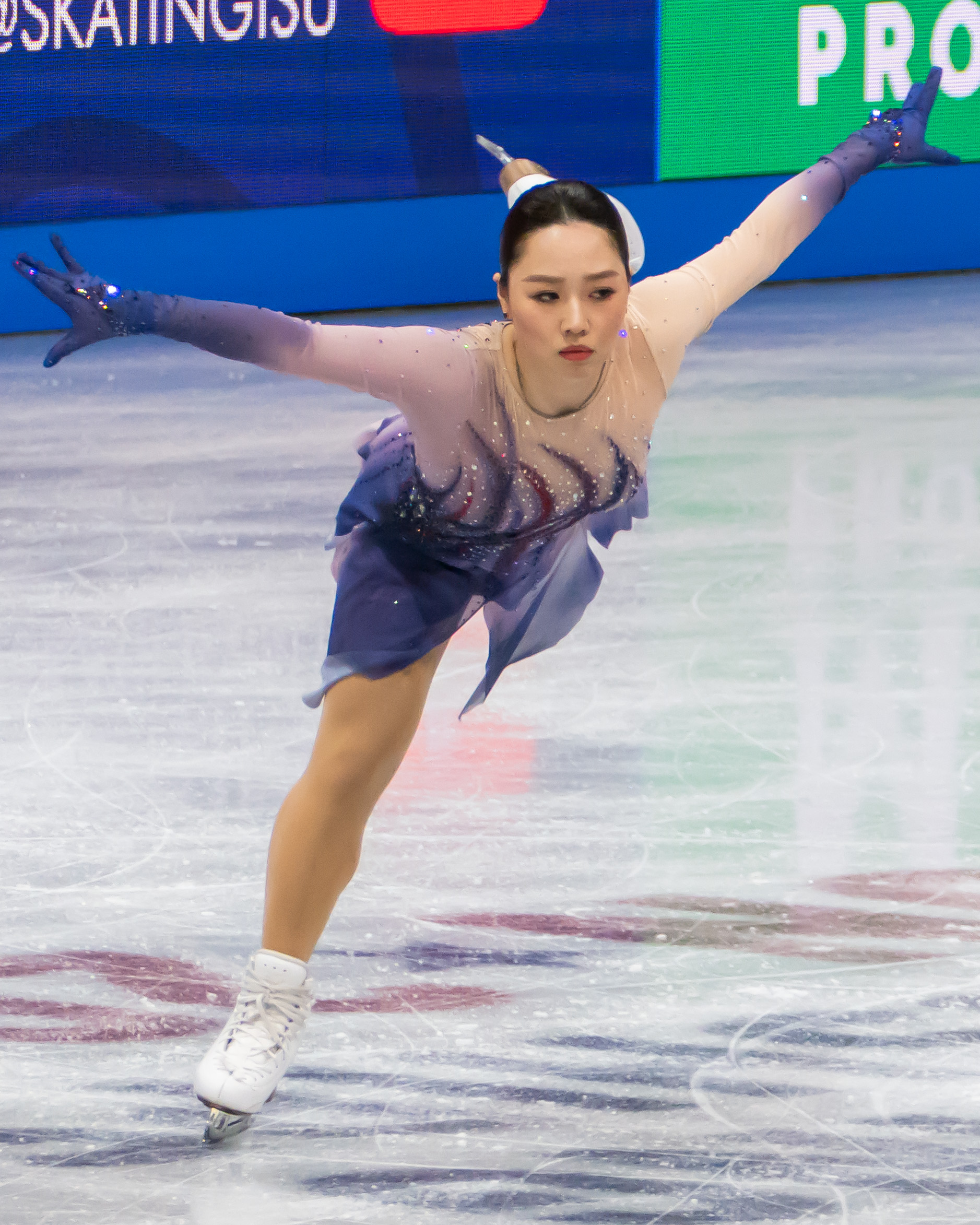
Хігуті виступає на Чемпіонаті світу 2025 року

Починаючи свій сезон на Skate America 2024, Хігуті посіла четверте місце в короткій програмі та виграла довільну, несподівано взявши золото. В інтерв'ю фігуристка сказала: «Це перший раз у моєму житті, коли я виграла етап Гран-прі, тому я справді здивована, але також дуже щаслива». Це змагання було чотирнадцятою подією для Хігуті в серії Гран-прі, де вона вперше виграла золоту медаль. За два тижні вона брала участь у етапі Гран-прі Франції 2024 року. Незважаючи на те, що вона посіла третє місце в короткій програмі, Вакаба виграла довільну програму з результатом майже на десять балів вищим, ніж у неї на Skate America. Вона фінішувала другою в загальному заліку після Ембер Гленн. Завдяки цим результатам Хігуті вперше з 2017 року пройшла у Фінал Гран-прі. Під час гала-шоу на NHK Trophy 2024, усі учасники Олімпійської команди 2022 року, включаючи Хігуті, були запрошені на центральну сцену в Олімпійських костюмах та Олімпійських медалях, щоб відсвяткувати їхні досягнення.
У Фіналі Гран-прі фігуристка посіла шосте місце в короткій програмі після того, як впала під час спроби потрійного лутца та не змогла виконати комбінацію стрибків. У довільній програмі вона посіла четверте місце та стала четвертою в загальному заліку. Через два тижні Хігуті виграла бронзову медаль на Чемпіонаті Японії 2025 року. Завдяки цьому результату вона була кваліфікована до участі в Чемпіонаті чотирьох континентів та Чемпіонаті світу.
Змагаючись на Чемпіонаті чотирьох континентів 2025 року наприкінці лютого, Хігуті посіла сьоме місце в короткій програмі після декількох помилок. У довільній програмі вона впала під час виконання потрійного лутца і посіла п'яте місце в цьому сегменті, піднявшись на п'яте місце в загальному заліку.
На Чемпіонаті світу 2025 року Хігуті посіла четверте місце в короткій програмі, набравши 72,10 балів. Після прокату вона сказала, що вважає цей виступ своїм найкращим у цьому сезоні. За довільну програму вона набрала 132,48 балів і посіла шосте місце у цьому сегменті. У загальному заліку фінішувала шостою, набравши 204,58 балів.

## Спортивні досягнення

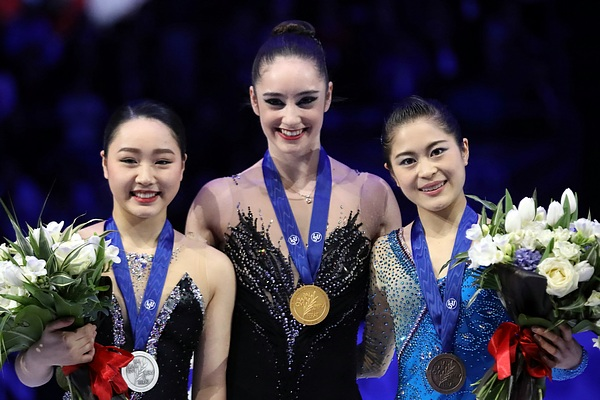
Призерки Чемпіонату світу 2018 (зліва направо): Вакаба Хігучі (срібло), Кейтлін Осмонд (золото), Сатоко Міяхара (бронза)

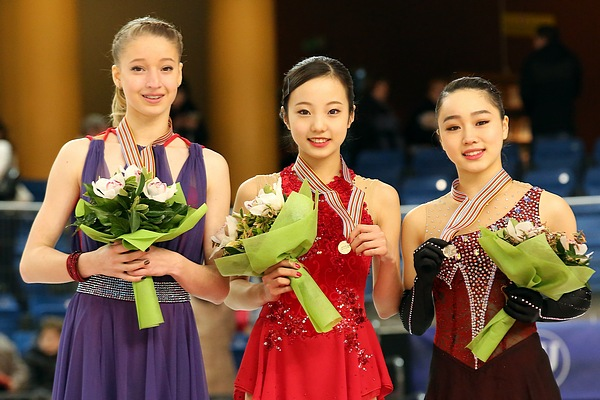
Призерки юніорського Чемпіонату світу 2016 (зліва направо): Марія Сотскова (срібло), Марін Хонда (золото), Вакаба Хігучі (бронза)

| Змагання                                 | 12/13      | 13/14      | 14/15      | 15/16      | 16/17      | 17/18      | 18/19      | 19/20      | 20/21      | 21/22      | 22/23      | 23/24      | 24/25      |
| Міжнародні                               | Міжнародні | Міжнародні | Міжнародні | Міжнародні | Міжнародні | Міжнародні | Міжнародні | Міжнародні | Міжнародні | Міжнародні | Міжнародні | Міжнародні | Міжнародні |
| ---------------------------------------- | ---------- | ---------- | ---------- | ---------- | ---------- | ---------- | ---------- | ---------- | ---------- | ---------- | ---------- | ---------- | ---------- |
| Олімпійські ігри                         |            |            |            |            |            |            |            |            |            | 5          |            |            |            |
| Чемпіонат світу                          |            |            |            |            | 11         | 2          |            |            |            | 11         |            |            | 6          |
| Чемпіонат чотирьох континентів           |            |            |            |            | 9          |            |            |            | 4          |            |            |            | 5          |
| Фінал Гран-прі                           |            |            |            |            |            | 6          |            |            |            |            |            |            | 4          |
| Етап Гран-прі. Skate America             |            |            |            |            |            |            |            | 6          |            |            |            |            | 1          |
| Етап Гран-прі. Skate Canada              |            |            |            |            |            |            | 6          |            |            | 6          |            |            |            |
| Етап Гран-прі. NHK Trophy                |            |            |            |            | 4          |            |            |            | 2          |            |            | 9          |            |
| Етап Гран-прі. Grand Prix de France      |            |            |            |            | 3          |            |            | 6          |            | 3          |            | 5          | 2          |
| Етап Гран-прі. Rostelecom Cup            |            |            |            |            |            | 3          |            |            |            |            |            |            |            |
| Етап Гран-прі. Cup of China              |            |            |            |            |            | 2          |            |            |            |            |            |            |            |
| Челленджер. Autumn Classic International |            |            |            |            |            |            | 5          |            |            |            |            |            |            |
| Челленджер. Lombardia Trophy             |            |            |            |            | 1          | 2          |            | 8          |            |            | 9          |            |            |
| Челленджер. Cup of Austria               |            |            |            |            |            |            |            |            |            | 1          |            |            |            |
| Challenge Cup                            |            |            |            |            |            |            | 1          | 3          |            |            |            |            |            |
| Командні                                 |            |            |            |            |            |            |            |            |            |            |            |            |            |
| Олімпійські ігри                         |            |            |            |            |            |            |            |            |            | 3          |            |            |            |
| Командний Чемпіонат світу                |            |            |            |            | 1          |            |            |            |            |            |            |            |            |
| Національні                              |            |            |            |            |            |            |            |            |            |            |            |            |            |
| Чемпіонат Японії                         |            |            | 3          | 2          | 2          | 4          | 5          | 2          | 7          | 2          |            | 12         |            |
| Першість Японії серед юніорів            | 7          | 8          | 1          | 1          |            |            |            |            |            |            |            |            |            |
| Міжнародні серед юніорів                 |            |            |            |            |            |            |            |            |            |            |            |            |            |
| Чемпіонат світу серед юніорів            |            |            | 3          | 3          |            |            |            |            |            |            |            |            |            |
| Фінал юніорського Гран-прі               |            |            | 3          |            |            |            |            |            |            |            |            |            |            |
| Етап юніорського Гран-прі: Австрія       |            |            |            | 5          |            |            |            |            |            |            |            |            |            |
| Етап юніорського Гран-прі: Хорватія      |            |            |            | 2          |            |            |            |            |            |            |            |            |            |
| Етап юніорського Гран-прі: Чехія         |            |            | 2          |            |            |            |            |            |            |            |            |            |            |
| Етап юніорського Гран-прі: Німеччина     |            |            | 1          |            |            |            |            |            |            |            |            |            |            |
| Кубок Азії                               |            |            | 1J.        |            |            |            |            |            |            |            |            |            |            |